# Bronson (Florida)
Bronson es un pueblo ubicado en el condado de Levy en el estado estadounidense de Florida. En el Censo de 2010 tenía una población de 1113 habitantes y una densidad poblacional de 101,28 personas por km².

## Geografía
Bronson se encuentra ubicado en las coordenadas 29°26′57″N 82°38′19″O / 29.44917, -82.63861. Según la Oficina del Censo de los Estados Unidos, Bronson tiene una superficie total de 10.99 km², de la cual 10.76 km² corresponden a tierra firme y (2.1%) 0.23 km² es agua.

## Demografía
Según el censo de 2010, había 1113 personas residiendo en Bronson. La densidad de población era de 101,28 hab./km². De los 1113 habitantes, Bronson estaba compuesto por el 67.57% blancos, el 25.61% eran afroamericanos, el 0.45% eran amerindios, el 0.27% eran asiáticos, el 0% eran isleños del Pacífico, el 3.05% eran de otras razas y el 3.05% pertenecían a dos o más razas. Del total de la población el 8.18% eran hispanos o latinos de cualquier raza.